# Carl Bonde
Carl Gustaf Bonde (Aussprache [ˌkɑːɹl ˈbʊnːdə], * 28. April 1872 in Stockholm; † 13. Juni 1957 im Schloss Hörningsholm, Södertälje, Stockholms län) war ein schwedischer Dressurreiter.

## Leben
Bonde war ein Sohn von Gustaf Fredrik Bonde (1842–1909) und dessen erster Ehefrau Horatia Charlotta Marryat (1843–1910). Er gehörte dem Adelsgeschlecht Bonde an, das mit Karl VIII. im Spätmittelalter den schwedischen König gestellt hatte.
Im Frühjahr 1892 hatte Bonde sein Studium erfolgreich beendet und trat in die Armee ein. Er meldete sich zur Kavallerie und seine Karriere führte ihn vom Sergeant (1892) bis zum Leutnant (1900). 1908 wurde Bonde in den Ruhestand verabschiedet und wurde 1910 zum Rittmeister der Reserve befördert. Die Familie Bonde besaß ausgedehnte Besitzungen, u. a. Schloss Hörningsholm (Insel Mörkö), Schloss Säfstaholm (Vingåker) und Schloss Vibyholm (Årdala). Nahezu allen Schlössern war ein Marstall angeschlossen, um den sich Bonde nach seiner Militärzeit kümmerte.
1896 heiratete Bonde Blanche Charlotte Dickson (1875–1960), eine Tochter des königlichen Stallmeisters James Fredrik Dickson. Das Paar hatte drei Söhne. Während des Ersten Weltkriegs war er 1917/1918 Mitglied einer Kommission des Internationalen Roten Kreuzes, die Kriegsgefangenenlager in Sibirien inspizierte.
Nach dem Krieg ließ sich Bonde von seiner Ehefrau scheiden und heiratete 1920 in zweiter Ehe Ebba Wallenberg, eine Tochter des Bankiers Marcus Wallenberg.
Bei den Olympischen Spielen 1912 wurde er auf Emperor erster Olympiasieger im Dressurreiten. 16 Jahre später gewann er bei den Olympischen Spielen 1928 mit der schwedischen Mannschaft die Silbermedaille.

## Ehrungen
- 2. Klasse des Wasaordens (Schweden)
- Ritter des Schwertordens (Schweden)
- Großoffizier des Drei-Sterne-Ordens (Lettland)
- Ritter der Heiligen Anna (Russland)
- Croix militaire (Belgien)
- Ritter des Leopoldsorden (Belgien)
- Offizier des Ordre des Palmes Académiques (Frankreich)
- Rote Kreuz-Medaille (Preußen)
- Orden des halben Mondes (Osmanisches Reich)
- Ehrenzeichen für Verdienste um das Rote Kreuz (Kaisertum Österreich)